# Baia degli Angeli
La baia degli Angeli (in francese: baie des Anges) è una baia della Costa Azzurra, nel mar Mediterraneo, situata nei pressi di Nizza, tra la Promenade des Anglais e la banchina degli Stati Uniti d'America fino al capo di Antibes. La baia bagna i comuni di Nizza, Saint-Laurent-du-Var, Cagnes-sur-Mer, Villeneuve-Loubet ed Antibes.

## Etimologia

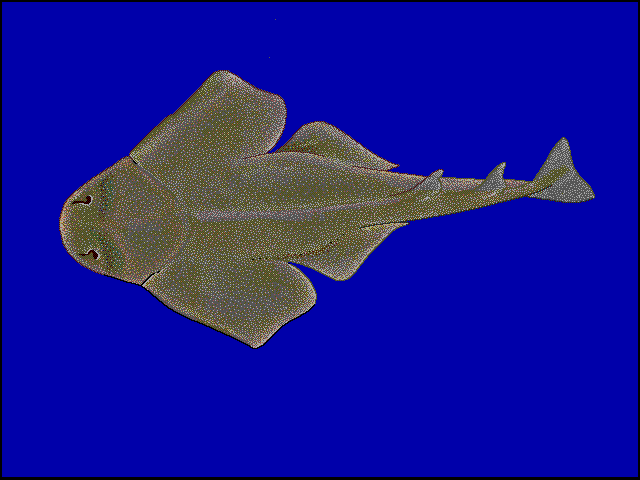
Angelo di mare comune (Squatina squatina), squalo simile all'Angelo di mare oculato

Secondo la tradizione, sono i pescatori che hanno dato il suo nome a questa baia. In effetti, catturavano nelle loro reti in questo luogo una specie di squalo innocuo, che vive sul fondo del mare e le cui pinne perpendicolari sembrano delle ali.
Tale pesce è chiamato angelo di mare oculato (in dialetto nizzardo: ange) o squalo oculato (Squatina angelus o Squatina oculata).
Nelle mappe del XIX secolo si trova menzionato un "ponte gli angeli" (pont des Anges) alla foce del Paglione, mentre l'odierna Promenade des Anglais all'epoca era conosciuta come "Cammino degli inglesi" (Chemin des Anglais) o "cammino degli angeli" (Chemin des Anges).
Altre leggende riportano l'origine nel nome della baia a quando la barca che trasportava il corpo di santa Riparata raggiunse la costa di Nizza, riportata a riva per opera di angeli caritatevoli.
Il poema Adam et Ève pubblicato nel 1856 da Alexis de Jussieu racconta che quando Adamo ed Eva furono cacciati dal paradiso terrestre, furono condotti dagli angeli in questo posto, le cui bellezze del paesaggio sono simili al paradiso perduto.

## Ambiente

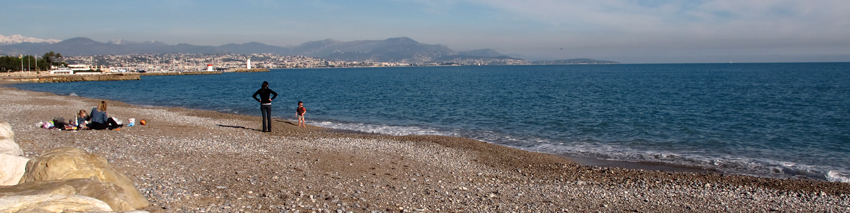
La baia degli Angeli a Villeneuve-Loubet

Sulla riva sinistra della foce del fiume Varo è stato costruito l'aeroporto di Nizza su una striscia mediana recuperata dal mare; vicino all'aeroporto è stato realizzato un impianto di trattamento delle acque reflue. Il fiume Paglione, il cui corso è in buona parte ricoperto, sfocia nella baia. Anche il letto del torrente Magnan sfocia nella baia degli Angeli, ma spesso è asciutto.

## Sviluppo costiero

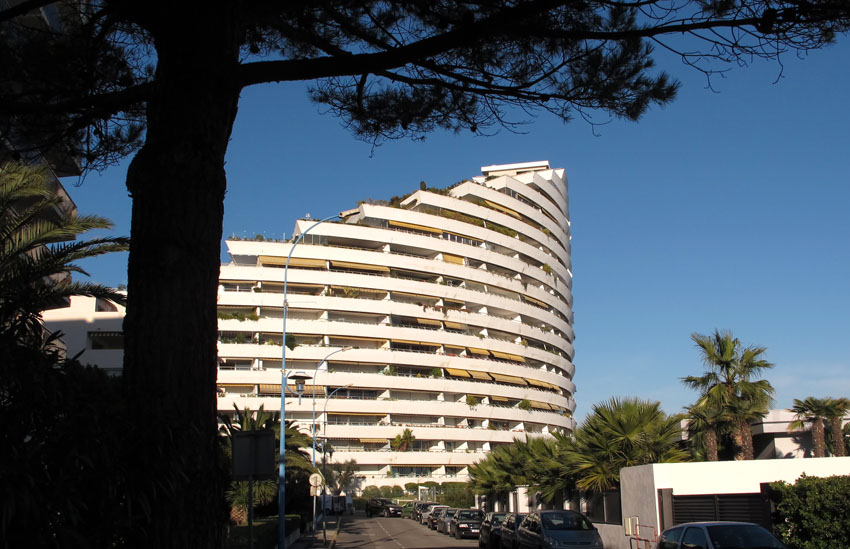
Marina "Baie des Anges"

Il litorale della baia degli Angeli è stato profondamente trasformato nel corso della seconda metà del XX secolo, per promuovere il turismo. Accoglie infrastrutture per il trasporto (aeroporto di Nizza, stazione, strade costiere), infrastrutture per il tempo libero (ippodromo di Cagnes-sur-Mer, spiagge attrezzate, porto turistico di Saint-Laurent-du-Var), molte case, tra cui l'omonima Marina. Tale progetto immobiliare, composto da un porto turistico e quattro edifici (Admiral, Barronet, Commodore e Ducal) realizzati a forma di onda è stato costruito negli anni tra il 1969 e 1993 dall'architetto André Minangoy.

## Filmografia
- 1963: La grande peccatrice (La Baie des Anges) di Jacques Demy con Jeanne Moreau e Claude Mann
- 1997: Maria della Baia degli Angeli di Manuel Pradal
- 2005: Brice de Nice di James Huth.